# Ian Murphy
Ian Murphy (Redlands, 16 gennaio 2000) è un calciatore statunitense, difensore dei Colorado Rapids.

## Carriera

### Club
L'11 gennaio 2022 viene scelto nel corso del 14º giro dell'MLS SuperDraft da parte dell'FC Cincinnati e il 23 febbraio seguente firma il suo primo contratto da professionista. Debutta in MLS il 6 marzo, disputando l'incontro perso per 0-1 contro il D.C. United. Il 30 aprile realizza la sua prima rete con la squadra e in campionato, in occasione dell'incontro vinto per 1-2 contro il Toronto FC. Nel corso della stagione gioca in totale 28 partite (26 in campionato e due nella coppa nazionale statunitense) con un'unica rete.

### Nazionale
Il 5 gennaio 2024 viene convocato per la prima volta in nazionale maggiore.

## Statistiche

### Presenze e reti nei club
Statistiche aggiornate al 10 ottobre 2022.
| Stagione        | Squadra         | Campionato      | Campionato | Campionato | Coppe nazionali | Coppe nazionali | Coppe nazionali | Coppe continentali | Coppe continentali | Coppe continentali | Altre coppe | Altre coppe | Altre coppe | Totale | Totale |
| Stagione        | Squadra         | Comp            | Pres       | Reti       | Comp            | Pres            | Reti            | Comp               | Pres               | Reti               | Comp        | Pres        | Reti        | Pres   | Reti   |
| --------------- | --------------- | --------------- | ---------- | ---------- | --------------- | --------------- | --------------- | ------------------ | ------------------ | ------------------ | ----------- | ----------- | ----------- | ------ | ------ |
| 2022            | FC Cincinnati   | MLS             | 26         | 1          | USOC            | 2               | 0               |                    | -                  | -                  |             | -           | -           | 28     | 1      |
| Totale carriera | Totale carriera | Totale carriera | 26         | 1          |                 | 2               | 0               |                    | -                  | -                  |             | -           | -           | 28     | 1      |

## Palmarès
- MLS Supporters' Shield: 1

FC Cincinnati: 2023